# Vernon (Alabama)
Vernon er en amerikansk by og administrativt centrum i det amerikanske county Lamar County i staten Alabama. Byen har 1.921(2020) indbyggere.